# Снежана Пантелић Вујанић
Снежана Пантелић Вујанић (Београд, 2. фебруар 1951) српска је професорка и доктор наука у области социологије.

## Биографија
Снежана Пантелић Вујанић је похађала Осму београдску гимназију на Вождовцу. Основне академске студије завршила је на Правном факултету Универзитета у Београду, где је дипломирала 1973. године. Академску каријеру започела је на Факултету организационих наука наредне године, а потом наставила да ради на Саобраћајном факултету све до 2006. Докторат је одбранила на Факултету политичких наука 1981, а звање редовног професора у области социологије стекла је 1996. На Универзитету за пословни инжењеринг и менаџмент у Бањој Луци 2008. године је изабрана за редовног професора задуженог за област социологије, етике и комуникација, односно методологије. На високој школи за пословну економију и предузетништво предаје од 2015, такође у својству редовног професора.
Објавила је преко десет основних уџбеника из области за које је изабрана, као и више десетина научних радова из области социологије комуникација, социологије саобраћаја, урбане социологије, социологије интернета и других. Оснивач је првог иновационог „Центра за социолошка истраживања” на Универзитету у Београду (2003—2005).

## Политички ангажман
Снежана Пантелић Вујанић је обављала функцију помоћника министра просвете и спорта у првој влади Војислава Коштунице, са које је разрешена на лични захтев 2005.
Подржала је кандидатуру Александра Вучића за председника Србије на изборима 2017. године.